# Maine-de-Boixe

Maine-de-Boixe este o comună în departamentul Charente, Franța. În 1 ianuarie 2022 avea o populație de 476 de locuitori.